# エドガー・テケレ

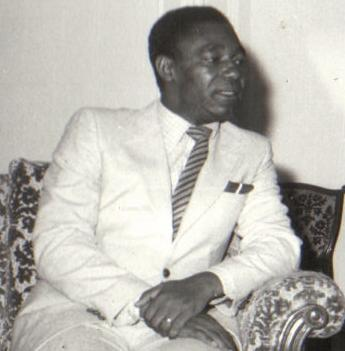
Edgar Tekere

エドガー・テケレ（Edgar Zivanai Tekere, 1937年4月1日 - 2011年6月7日）は、ジンバブエの政治家、経済学者。
1980年よりジンバブエ・アフリカ民族同盟愛国戦線の政治家としての活動を始め、同党の幹事長を務めるなどした。1980年から1989年まではジンバブエの労働大臣を務めている。
| スタブアイコン | サブスタブ | この項目は、まだ閲覧者の調べものの参照としては役立たない、人物に関連した書きかけの項目です。この項目を加筆・訂正などしてくださる協力者を求めています（P:人物伝/PJ:人物伝）。 |